# Югарлі (Джорджія)
Югарлі (англ. Euharlee) — місто (англ. city) в США, в окрузі Бартоу штату Джорджія. Населення — 4268 осіб (2020).

## Географія
Югарлі розташоване за координатами 34°8′37″ пн. ш. 84°55′58″ зх. д. / 34.14361° пн. ш. 84.93278° зх. д. (34.143586, -84.932752).  За даними Бюро перепису населення США в 2010 році місто мало площу 14,05 км², з яких 13,65 км² — суходіл та 0,40 км² — водойми.

## Демографія
Згідно з переписом 2010 року, у місті мешкало 4136 осіб у 1254 домогосподарствах у складі 1080 родин. Густота населення становила 294 особи/км².  Було 1372 помешкання (98/км²).
Расовий склад населення:
| - 84,4 % — білих - 11,1 % — чорних або афроамериканців - 0,4 % — корінних американців - 0,3 % — азіатів - 1,5 % — осіб інших рас |

До двох чи більше рас належало 2,3 %. Частка іспаномовних становила 4,7 % від усіх жителів.
За віковим діапазоном населення розподілялося таким чином: 33,9 % — особи молодші 18 років, 60,5 % — особи у віці 18—64 років, 5,6 % — особи у віці 65 років та старші. Медіана віку мешканця становила 32,5 року. На 100 осіб жіночої статі у місті припадало 100,2 чоловіків;  на 100 жінок у віці від 18 років та старших — 92,2 чоловіків також старших 18 років.
Середній дохід на одне домашнє господарство  становив 66 070 доларів США (медіана — 58 036), а середній дохід на одну сім'ю — 66 716 доларів (медіана — 60 272). Медіана доходів становила 43 534 долари для чоловіків та 31 137 доларів для жінок. За межею бідності перебувало 13,2 % осіб, у тому числі 20,2 % дітей у віці до 18 років та 6,2 % осіб у віці 65 років та старших.
Цивільне працевлаштоване населення становило 1811 осіб. Основні галузі зайнятості: освіта, охорона здоров'я та соціальна допомога — 17,3 %, мистецтво, розваги та відпочинок — 13,9 %, виробництво — 12,2 %, роздрібна торгівля — 11,0 %.